# وائل بن رمضان
وائل بن رمضان هو لاعب كرة قدم تونس في مركز الوسط، ولد في 12 ديسمبر 1992.